# Kristel Werckx
Kristel Werckx (nascida em 16 de dezembro de 1969) é uma ex-ciclista belga que competia em provas tanto de pista, quanto de estrada. Werckx conquistou dois títulos de campeã nacional em estrada nos anos de 1991 e 1993. Competiu nos Jogos Olímpicos de Verão de 1988 e 1992.
É casada com o também ciclista olímpico Cédric Mathy.